# お嬢様特急
『お嬢様特急』（おじょうさまエクスプレス）は、『電撃G'sマガジン』（メディアワークス）に1997年10月号から1998年11月号まで連載された読者参加企画。及び、それを原作としたメディアミックス作品群の総称。
1998年7月にセガサターン（SS）版とプレイステーション（PS）版のゲームソフトが発売され、さらに小説化・漫画化・CDドラマ化とメディアミックス展開された。

## 概要
北海道の稚内から出発し、東京や大阪などの各都市に停車しながら15日間かけて日本を縦断する特急ヴェガに主人公は乗車する。この間、停車駅で乗車してくる乗客の女の子たちと知り合い親しくなって楽しい思い出を残すことがゲームの目的となる。基本的な行動は、女の子を探すためにヴェガの車両内や観光地のスポットを移動し、会話を何度も繰り返すことでシナリオは進んでいく。
登場する女の子たちには、それぞれ特急ヴェガに乗車した目的があり、降車駅も異なる。しかし、プレイヤーの行動次第では、旅を続けてくれることもあれば、放っておいたりすると知らぬ間に下車してる事にもなる。

## 登場人物
声優はゲーム・ドラマCD版共通。

### 乗客
千歳さとみ（ちとせ さとみ）
声：半場友恵
17歳。埼玉出身。3月5日生まれ。血液型はA型。身長160cm、B:84／W:56／H:82。
スポーツ万能、成績優秀で非の打ちどころがない女の子。日記をつけるのが趣味でなまずグッズを集めている。真面目な性格で容姿端麗、親切だが優等生的な発言をする。知り合って間もない時は表面的な会話でそれほど弾まない。冗談は言うが、嘘をつかれるのが嫌い。広島まで乗車。
山口星奈（やまぐち せいな）
声：長沢美樹
17歳。北海道出身。9月30日生まれ。血液型はO型。身長160cm、B:82／W:57／H:83。
最初に乗車する。さっぱりした性格で男女の分け隔てなく気軽に話しかけ、すぐ仲良くなれるが、単なる知り合いで終わってしまうこともある。格闘技とポテトチップスが好きな女の子で呼び捨てにしないと怒る。ギャンブル運が強い。他人行儀な態度は嫌い。恋愛は苦手。松本まで乗車。
北上緑（きたかみ みどり）
声：山崎和佳奈
17歳。名古屋出身。10月30日生まれ。血液型はA型、身長162cm、B:85／W:56／H:83。
非常にクール。どんなに話しかけても自分の感情をほとんど表に現さない。生意気に見られがちだがその裏側に、優しさを持っている。最後まで乗車。
松浦愛（まつうら あい）
声：柳瀬なつみ
18歳。青森出身。6月7日生まれ。血液型はA型。身長154cm、B:80／W:54／H:80。
いつも不幸が付きまとう、可哀相な眼鏡っ娘。彼女は、どんなに災難が降りかかっても「慣れてますから」で済ませてしまう。占いに凝ったり、お守りを持ち歩いたりと、自分から運命を変えようとしている。いつもセーラー服姿である。名古屋まで乗車。
津山菜々子（つやま ななこ）
声：永島由子
21歳。大阪出身。3月30日生まれ。血液型はO型。身長180cm、B:80／W:57／H:85。
勝ち気で短気な性格の反面に惚れっぽく一途で尽くす性格。ヴェガの車内販売のバイトで乗車。静花とは対立する仲。料理が非常に上手い。料理を極めることと新しい味を探すことを目的に旅をしている。最後まで乗車。
鹿島静花（かしま しずか）
声：伊藤美紀
22歳。京都出身。7月20日生まれ。血液型はB型、身長162cm、B:88／W:55／H:80。
ある財閥の令嬢。性格はがさつでおっちょこちょい。菜々子とは犬猿の縁。最後まで乗車。
エレナ・ユーリ・ノーディス
声：笠原留美
18歳。アメリカ人。7月25日生まれ。血液型はAB型。身長175cm、B:91／W:58／H:86。
バイタリティが高く楽天的な性格。ビデオカメラ片手に世界中を旅してまわっている。小麦と一緒に行動している。いまだに忍者がいると信じている。大阪まで乗車。
伊東小麦（いとう こむぎ）
声：宮村優子
18歳。仙台出身。5月5日生まれ。血液型はO型。身長150cm、B:78／W:60／H:83。
小柄な体格の眼鏡っ娘。その体格に似合わないパワフルな行動力の持ち主。エレナと一緒に行動している。アナウンサーになるのが夢。高校では新聞部と放送部に所属している。ヴェガの車内新聞を自作している。大阪まで乗車。
加古川秋子（かこがわ あきこ）
声：住友優子
17歳。石川県出身。11月24日生まれ。血液型はB型。身長159cm、B:83／W:55／H:81。
単純で思い込みが激しく、他人の影響を受けやすい。その反面に気が変わりやすい性格。彼女を蜂から助けると一目惚れされて知り合うことになる。その後、一途に主人公を追いかけるようなストーカー紛いな行動がめだつ少し危ない女の子。菜々子に惚れている。「運命」という言葉に弱い。家事全般が大好き。博多まで乗車。
岩泉風音（いわいずみ かざね）
声：中山真奈美
16歳。長野県出身。1月18日生まれ。血液型はB型、身長156cm、B:82／W:53／H:80。
自然と動物が好きな女の子。ピノというリスと一緒に行動している。真面目で正義感が強いが人の集う環境は苦手。恋愛にはあまり興味を示さない。旅の目的は飼っていた小熊と別れるためというつらいものだった。阿蘇まで乗車。
飯山みらい（いいやま みらい）
声：中川亜紀子
15歳。東京出身。9月18日生まれ。血液型はA型、身長159cm、B:84／W:56／H:82。
1日車掌として乗車してきた人気アイドル。アイドルの顔とプライベートの顔の、二つの面を持つ。アイドルとしてイベント中の彼女からマイクを向けられることが知り合うきっかけとなる。プライベートの時の彼女は真面目で礼儀正しく大人しい性格。自分なりに仕事とプライベートの区切りを付けているが、少し悩むようになった。マネージャーの望月将斗を嫌っている。広島まで乗車。
七尾つばさ（ななお つばさ）
声：大野まりな
14歳。北海道出身。8月9日生まれ。血液型はA型。身長148cm、B:78／W:61／H:80。
全キャラ中最年少。主人公の幼馴染の妹であり典型的。唯一、過去に主人公と面識がある為か「お兄ちゃん」と慕う。子ども扱いされるのをきらう。実際に子供っぽく見えるが恋愛には興味を示している。勝という兄がいる。ナメクジが苦手。実はかなりの大食い。東京、あるいは金沢まで乗車。
桜井真美（さくらい まみ）
声：氷上恭子
18歳。北海道出身。2月4日生まれ。血液型はA型。身長159cm、B:83／W:55／H:81。
人とコミュニケーションをとるのが苦手。引っ込み思案であり、本当はみんなと仲良くしたいのに自分から話しかける勇気がない。絵が非常に上手でスケッチブックを常に持ち、絵を勉強するために上京する。機械との相性が良くない。東京まで乗車。

### 従業員
美弥澪（みや れい）
声：伊藤美紀
身長167cm、B:89／W:53／H:86。
北海道出身。ヴェガの車掌。仕事のときは真面目で堅苦しいイメージがあるがプライベートでは明るい一面がある。
成田その子（なりた そのこ）
声：山崎和佳奈
身長158cm、B:84／W:56／H:85。
千葉県出身。食堂車従業員。仕事のときとプライベートでの差はあまりない。
羽田けさみ（はねだ けさみ）
声：永島由子
身長160cm、B:83／W:55／H:85。
香川県出身。食堂車従業員
根岸ちひろ（ねぎし ちひろ）
声：大野まりな
身長154cm、B:77／W:49／H:81。
東京都出身。売店店員
神岡しのぶ（かみおか しのぶ）
声：笠原留美
身長170cm、B:85／W:54／H:82。
東京都出身。娯楽車従業員。仕事のときは大人の雰囲気が漂う。プライベートの姿もややアダルトなイメージが強い。
家石雷爆（けいし らいばく）
声: 大塚明夫
ヴェガの食堂を仕切る料理長。モデルは「暴走特急」のケイシー・ライバック。

### その他
望月将斗（もちづき まさと）
声: 神谷浩史
飯山みらいのマネージャー。
なまちゃん
本作のマスコットキャラクター。
高杉輝
声: 岩永哲哉
役者志望の青年で関西弁を扱う

### 主人公
秋槻 浩太（あきつき こうた）
勝又版コミックの主人公。
鶴見 亮太（つるみ りょうた）
小説版第1巻の主人公。18歳の高校3年生。
鳥羽 修治（とば しゅうじ）
小説版第2巻の主人公。18歳の高校3年生。
大村 秀輝（おおむら ひでき）
小説版第3巻の主人公。18歳の高校3年生。

## 読者参加企画
誌上ゲーム編は『電撃G'sマガジン』1997年10月号 - 1998年4月号に隔月で連載。ヒントを参照にヒロインたちが思い浮かべた3ケタの数字を当てる「ナンバーズ形式」である。彼女たちが夢の超特急「ヴェガ」に乗り続けるためには、一定以上のFP（読者との相性を数値化したもの）が必要であり、ハガキ1枚につき指定したヒロインに10FPが入るほか、数字の的中度が高いほど多く点数を渡すことができる。詳細は以下の通り。
- ペア（下1ケタ）：100FP。当選者の名前を掲載。
- フラッシュ（下2ケタ）：1000FP。グッズ獲得。
- ストレート（3ケタ全部）：10000FP。ヒロインと誌上デートができる。

FPが規定値に満たなかったヒロインは下車し、代わりに新ヒロインが乗車する。連載中を通じて乗車していたのはさとみ・風音。脱落者は菜々子・エレナ・小麦。新規参加者はつばさ・真美だった。
連載形式の変更によって、ヴェガの運行が描かれたのは仙台までとなった。
その後、ファンページ『お嬢様特急倶楽部』が1998年5月号 - 11月号に毎月連載された。ちなみにタイトルの「倶楽部」の英字表記は "KU-LOVE" である。各ヒロインの紹介と、読者投稿によるイラストが展開されたコーナー「車窓からの風景」を掲載した。

## コンピュータゲーム

### 概要
8月1日から8月15日までの間、日本列島を横断する超豪華特急「ヴェガ」で主人公が様々な観光地を巡りながらヴェガの乗客13人（+従業員5人）との恋愛を楽しむことが目的である。ラウンジからゲームセンターまである超豪華特急は、稚内を出発し15日間で日本を縦断する。そして終着駅もルートも知らされていない未知の旅となる。始めは稚内から出発し、札幌、青森、仙台、東京の順に進み、終点「夢の崎」まで走る。
ゲームはヴェガで移動する"車内モード"と、停車駅で行動する"観光地モード"の2つが交互に流れていく。ヴェガには客車を始め、食堂車や展望車などの車両があり、女の子を探して各車両を行き来する。しかし、特定のイベントを除いて会える日時や場所は決まっていない。そのため、対象の女の子と少しでも多く出会うには、相手の状況を把握し、訪れることの多い場所やタイミングを見つける事が必要となる。
SS版とPS版ではパッケージのイラストが若干違うほか、娯楽車で遊べるミニゲームも異なる。ポーカーやブラックジャックの他、SS版ではシューティングゲーム「サノ・アーム」、PS版では競馬ゲーム「ダービー」が遊べるようになっている。
キャラクターは主人公を除きフルボイスで、中には一人二役を演じている声優もいる。ゲームの途中でアニメ動画が挿入される場合もある。登場するヒロインがそれぞれ独自の生活サイクルを持ち、主人公の話し方や接し方でサイクルが変化、表情や態度、言葉遣いも変わっていくという"マルチブル・デュアル・システム"が採用されている。
なお、物語の主な舞台となるヴェガの外観は、ゲーム（マニュアル等）のイラストでは新幹線500系電車に似たデザインになっている。
セガサターンをプラットホームにした、G's読者参加企画原作のゲームは、本作品が初にして唯一である。

### ゲームの流れ
ゲームの期間は8月1日から8月15日まで。最初はヴェガ車内から始まり、目的の観光地まで移動中に車内を歩き、キャラに遭遇するとイベントが起こる。また、主人公達のいる各客車の他に動力車、売店、娯楽車などがあり、全部で10両から成る。
動力車
車掌がおり、目的のキャラを探したい時にヒントを教えてくれる（教えてくれない場合もある）。
売店
次に停車する駅の観光ガイドを購入できる。また、店員の台詞からキャラとの好感度がわかる。
娯楽車
4つのミニゲームで遊ぶ事ができ、メダルの数に応じてキャラの声が入った目覚まし時計と交換ができる。
食堂車
行っても行かなくても構わない。ただ、お目当てのキャラがいれば毎日通う必要がある。ちなみに、このゲームには娯楽車のメダルを除いてお金という概念がない為、売店や食堂車の品物は金額を気にせず買える。
観光地に着くと、下車前にお目当てのヒロインをデートに誘えるようになる。デートイベントは当日または翌日に発生するが、攻略する上で必要なイベントなのでこれを逃すと攻略が難しくなる。また、各観光地にはその時点で乗車中のヒロインが全て集まる「全員集合イベント」が用意されている。
ヒロインと親密になっていれば、ヒロインが途中下車しても携帯電話の番号を交換することができ、コミュニケーションを取れる。展開によっては本来よりも前の駅で降りてしまうこともある。

### MDS（マルチプル・デュアル・システム）
このゲームでは、リアリティ追求の一手段としてMDS（マルチプル・デュアル・システム）というシステムが導入されている。これは、各キャラクターに独立した思考パターンを持たせ、一つ一つの行動を自分で決めさせることにより、実際に考えて行動しているように見せるものである。具体的に例を挙げると、セーブを行った後に「客車1」へ移動すると星奈に遭遇。ここでロードして再び同じ場所へ移動すると、今度は真美が登場する。これが各自の判断で自由に行動をする思考プログラムの意味となる。
このシステムのため、複数のプレーヤーがまったく同じ行動を取ったとしても同じストーリー展開になるとは限らない。また、主人公の知らない間に、キャラクター同士が仲良くなったり喧嘩をしたりすることもあり得る。

### スタッフ
- 企画：あかほりさとる
- 原作・ストーリー構成・シナリオ：花田十輝
- キャラクターデザイン・作画監督：柳沢まさひで
- SDイラスト：星河星
- セルワーク：XEBEC
- 製作・発売：メディアワークス

## コミカライズ
『月刊電撃コミックガオ!』連載。
- 作：勝又礼夫（原案：花田十輝）

1. 1998年10月27日初版発行 ISBN 4073101951
2. 1999年4月27日初版発行 ISBN 407312076X

お嬢様電車（トレイン）
「トゥルー・ラブストーリー」（エンターブレイン）のSDキャラ担当でも知られる森田屋すひろの4コマ漫画。
- 1998年8月31日初版発行 ISBN 4073095366

## ノベライズ
電撃G's文庫より刊行。全3巻。1巻は文芸担当・花田十輝が単独で書いているが、2巻以降は成田良美との共著。
1. 1998年6月25日初版発行 ISBN 4073090682
2. 1998年9月25日初版発行 ISBN 4073090747
3. 1998年12月25日初版発行 ISBN 4073103962

## 歴史
※年月は「電撃G'sマガジン」の発売号に合わせている
1997年3月号
新企画の告知。イラストの原画は早川ナオミ。1997年5月号より開始とされていたが、「諸般の事情」により延期される。
1997年7月号
『電撃G'sエンジン』から『電撃G'sマガジン』へのリニューアル予告の一環として告知が行われる。
1997年8月号
『電撃G'sマガジン』新連載第2弾として、10月号より開始と告知。
1997年9月号
予告ページ。ヒロイン5名（さとみ・菜々子・小麦・エレナ・風音）の断片的な紹介と、“ナンバーズ式読者参加ゲーム”であることが明かされる。
1997年10月号
誌上ゲーム第1回。稚内発→音威子府→新旭川→旭川→富良野→千歳→札幌着。乗車継続可否のボーダーは6000FP。
1997年12月号
誌上ゲーム第2回。札幌発→小樽→長万部→五稜郭（函館）→吉岡海底→竜飛海底→青森着。ボーダーは15000FP。
1998年2月号
誌上ゲーム第3回。青森発→八戸→盛岡→北上→仙台着。ボーダーは20000FP。菜々子とエレナが下車、つばさと真美が乗車。
1998年3月号
セガサターンとプレイステーションでのゲーム化が発表される。ヒロイン13人の紹介。
1998年4月号
誌上ゲーム第4回。ゲーム化に伴い連載形式が変更されたため、今回は結果発表のみ。小麦が下車。なお、ゲーム版の記事は連載と別個に掲載（6月号まで）。
1998年5月号
ファンページ「お嬢様特急倶楽部」第1回。真美・つばさを紹介。
1998年6月号
「お嬢様特急倶楽部」第2回。エレナ・小麦を紹介。
1998年7月号
「お嬢様特急倶楽部」第3回。さとみ・風音を紹介。今号からゲーム版の記事と隣接して掲載。
1998年8月号
「お嬢様特急倶楽部」第4回。みらい・秋子を紹介。
1998年9月号
「お嬢様特急倶楽部」第5回。星奈・愛を紹介。
1998年10月号
「お嬢様特急倶楽部」第6回。菜々子・静香を紹介。
1998年11月号
「お嬢様特急倶楽部」最終回。緑・サブキャラ5人を紹介。
※ 2008年に放映されたアニメ『乃木坂春香の秘密』の劇中で、同人誌の題材として『お嬢様特急』が取り上げられている。